# Ústředí muslimských obcí
Ústředí muslimských obcí (zkratka UMO) je organizace, která sdružuje muslimy v Česku.

## Historie
První stopy muslimské komunity v novodobých českých dějinách se dají vysledovat již do doby pozdní rakousko-uherské správy, do roku 1908, kdy Rakousko-Uhersko po třiceti letech okupace oficiálně anektovalo Bosnu a Hercegovinu a vyhlásilo sunnitský islám hanefijského mezhebu jako další státní náboženství, se všemi právními důsledky. Jádro komunity tehdy tvořili bosenští muslimové a během první světové války se k nim připojili také první etnicky čeští muslimové, kteří islám přijali většinou během své účasti v bojích v muslimských zemích. Tak se zformovalo české islámské hnutí, které „obohatili“ rovněž emigranti z nově vzniklého SSSR (Tataři, Kavkazané atd.).
Ustavující schůze muslimské obce z roku 1934 znamená oficiální počátek vleklé snahy o její uznání československým právním řádem. Tento krok se však do začátku nacistické okupace uskutečnit nepodařilo. Nicméně muslimové ve své snaze o registraci pokračovali, existují indicie, že k oficiálnímu úřednímu uznání obce došlo v roce 1941, avšak jednoznačný důkaz schází. Tak či onak, veškeré právní úpravy vlád okupovaného Protektorátu Čechy a Morava byly zrušeny dekrety prezidenta republiky E. Beneše z roku 1945. Během komunistické totality byla jednou z podmínek úřední registrace jakékoli církve nebo náboženské společnosti spolupráce jejich špiček s tajnou službou StB.[zdroj?] To muslimové odmítali a patřičné kroky nepodnikli.[zdroj?]
Po změně režimu v roce 1989 znovu ustavil Muslimskou obec prof. Muhamed Alí Šilhavý z Třebíče na začátku 90. let. Následovalo několik let usilovné práce a snahy o prezentaci islámu a muslimské komunity a o přesvědčení úřadů o nutnosti muslimskou obec registrovat. K této snaze se připojuje i nová generace muslimů. Prof. Šilhavý navazuje úzkou spolupráci s touto novou generací. Po otevření mešit v Brně a v Praze se tato spolupráce ještě prohlubuje. Proto také již roku 2000 předá Prof. Šilhavý zástupcům Islámských nadací v Brně a v Praze veškerou agendu související s UMO. Roku 2004 je UMO uznáno vládou České republiky prvním stupněm registrace dle zákona o církvích a náboženských společnostech. Byly vypracovány nové stanovy a předsedou UMO je jmenován prof. Šilhavý, čímž je položen nový základ UMO. V roce 2006 vedení UMO žádalo o výjimku ze vzpomenutého zákona, aby byla umožněna registrace 2. stupně, která s sebou nese přiznání tzv. zvláštních práv (na církevní sňatek, školy a duchovní služby). Tento krok byl vládou zamítnut, což znamená, že další možnost mělo UMO, podle znění stávajících právních norem, mít v roce 2014.
Regionální Muslimské obce (dále jen MO) vznikají v roce 2007 v Brně a v Praze. V březnu 2008 prof. Muhamed Alí Šilhavý zemřel a vedení UMO přechází na dva místopředsedy, za MO Brno Muneeb Hassan Alrawi a za MO Praha Vladimír Sáňka. Nové předsednictvo bylo zvoleno 28. 3. 2009 členy MO Brno, MO Praha a nově vzniklé MO Teplice. Toto nové předsednictvo znamenalo východisko z provizorní situace, kdy byly v čele UMO dvě osoby. K tomuto datu se skládá ze sedmi členů, tři zástupci z Brna, tři z Prahy a jeden z Teplic. Předsedou se stal Muneeb Alrawi, místopředsedy byli Vladimír Sáňka (MO Praha) a Ahmed Hamdi (MO Teplice), pokladník Afif Ali Alsanabani a členové: Haysam Krechan, Noureddin Al-Safadi, Assem Atassi. Tato událost byla nutným předpokladem pro další aktivitu a posun v práci UMO a místních MO a prvním krokem pro otevření přihlášek do MO dalším zájemcům.
Ústředí muslimských obcí má sídlo v pražské mešitě na Černém Mostě.

## Struktura
Orgány Ústředí muslimských obcí jsou:
- výkonná rada
- kontrolní komise
- rada zřizovatelů

Poslání a cíle Ústředí muslimských obcí:
- pomáhat všem muslimům podle možností obce, zřizovat a vydržovat školy, zdravotnické a dobročinné instituce, pomáhat všude tam, kde to bude sloužit k rozvoji života muslimské komunity podle islámských zásad,
- prohlubovat přátelské vztahy a kontakty mezi muslimy na území České republiky a se souvěrci, žijícími mimo její hranice,
- podporovat přátelské vztahy mezi Českou republikou a muslimskými zeměmi,
- poskytovat objektivní informace o islámu a jeho učení,
- prohlubovat dialog mezi různými náboženskými uskupeními a dosáhnout vzájemného respektu, tolerance a přátelských vztahů,
- budovat muslimské modlitebny všude tam, kde se ukáže potřeba,
- shromažďovat prostředky pro výstavbu a provoz mešit a modliteben, pro zajištění muslimské stravy a pro další aktivity vedoucí k naplňování poslání Ústředí muslimských obcí,
- bránit muslimskou pospolitost proti všem projevům rasismu, xenofobie, islamofobie či jakékoliv diskriminace,
- vést evidenci členů náboženské obce, a to pouze pro svou vnitřní potřebu,
- pomoc při zajištění pohřbu zemřelých muslimů podle islámských zásad,
- vydávat periodické i neperiodické publikace o islámu.

Ústředí muslimských obcí je zastřešující organizací, pod kterou vznikly následující samostatné místní muslimské obce:
- Muslimská obec v Brně
- Muslimská obec v Hradci Králové
- Muslimská obec v Karlových Varech
- Muslimská obec v Liberci
- Muslimská obec v Praze
- Muslimská obec v Teplicích